# 揭諦神
揭諦神（Caturmahārājakayikas），是護持佛教的護法神，尤其護持誦持《般若經》與《心經》者。
「揭諦」的原意是「四大天王部眾夜叉」，後演變成佛教中一種金剛力士。經典上說有「五百揭諦」、「三千揭諦」。民間信仰中認為有五方揭諦，即「金光（金頭）揭諦」、「銀光（銀頭）揭諦」、「摩訶揭諦」、「波羅揭諦」、「波羅僧揭諦」在《西遊記》、《三寶太監西洋記》等通俗小說時常出現。